# Zakład ubezpieczeń
Zakład ubezpieczeń (towarzystwo ubezpieczeniowe, ubezpieczyciel) – przedsiębiorstwo prowadzące działalność gospodarczą za zezwoleniem w zakresie ubezpieczeń osobowych, majątkowych i reasekuracji na podstawie umowy, które zobowiązuje się do odpowiedniego świadczenia w razie wystąpienia skutków zdarzeń losowych.

## Zakłady ubezpieczeń w Polsce
W świetle ustawy o działalności ubezpieczeniowej i reasekuracyjnej zakład ubezpieczeń może prowadzić w Polsce działalność ubezpieczeniową wyłącznie w formie spółki akcyjnej, towarzystwa ubezpieczeń wzajemnych lub głównego oddziału – oddziału zakładu ubezpieczeń z państwa niebędącego członkiem Unii Europejskiej.
Zakłady ubezpieczeń podlegają nadzorowi finansowemu Komisji Nadzoru Finansowego (KNF).
Działających w Polsce ubezpieczycieli skupia Polska Izba Ubezpieczeń (PIU).